# Audrey Eagle
Audrey Lily Eagle CNZM (Timaru, Nueva Zelanda, 30 de octubre de 1925-Mosgiel, Nueva Zelanda, 27 de noviembre de 2022) fue una eminente ilustradora botánica neozelandesa, cuyo trabajo principalmente se ha centrado en arbustos y árboles distintivos de Nueva Zelanda. Ha sido autora e ilustradora de los dos volúmenes de Eagle's Complete Trees and Shrubs of New Zealand,  realizando una notable contribución a la botánica de Nueva Zelanda.

## Obra
Empezó, en 1954, pintando ilustraciones de plantas, para aprender sus nombres botánicos científicos (en latín). Hacia 1968,  empezó a planear un libro con ejemplos de cada género de árbol y arbusto en Nueva Zelanda. En 1975, después de más de veinte años de trabajo, publicó los Eagle's Trees and Shrubs of New Zealand in Colour (Árboles y Arbustos por Eagle, de Nueva Zelanda a color).  El libro contiene ilustraciones de 228 especies,  todo pintado del natural vivo, reproducido en 1:1, con meticulosas notas de identificación, distribución y fuente del material ilustrado. En 1982, publica un segundo libro, ilustrando más de 405 especies y variedades. Ambos libros fueron revisados por la autora, en 1986, para actualizar la nomenclatura. Aun así, a raíz de estudios profundos botánicos taxonómicos, fue necesaria otra revisión. En 2006 Te Papa Press publicó la edición en dos volúmenes, incorporado las ilustraciones anteriores, junto con nuevas 173 pinturas, bajo el título Eagle's Complete Trees and Shrubs of New Zealand (Arbustos y Árboles Completos por Eagle de  de Nueva Zelanda).

### Otras publicaciones
- 2013. The Essential Audrey Eagle: Botanical Art of New Zealand. Ilustró Audrey Lily Eagle, contribuyó P.J. Brownsey. Ed. ilustrada, reimpresa, revisada. Publicó Independent Publishing Group, 232 p. ISBN 1877385905 ISBN 9781877385902

- 1978. Eagle's 100 Trees of New Zealand: Companion Volume to Eagle's 100 Shrubs & Climbers of New Zealand : Botanical Paintings & Notes. Ed. ilustrada, reimpresa. Publicó Collins, 159 p. ISBN 0002169339, ISBN 9780002169332

## Premios
- hecha Compañera de la Orden del Mérito de Nueva Zelanda en Honores de Cumpleaños de 2001 a la Reina, por servicios al arte botánico.
- 2007: la edición de dos volúmenes de los Arbustos y Árboles Completos por Eagle de Nueva Zelanda ganó la Medalla Montana para no-ficción y el premio de Elección de los Libreros.
- la Universidad de Otago le confirió un doctorado honorario de ciencia en Dunedin en una ceremonia de graduación el 4 de mayo de 2013.[5]